# Едуард Станфорд
Едуард Станфорд (на английски: Edward Stanford) е британски картограф и основател на Станфордс Лтд., понастоящем верига книжарници за карти и книги в Лондон и Бристъл.

## Биография
Роден е на 27 май 1827 година в Лондон, Англия, където завършва и образованието си. През 1862 година публикува карта на Лондон, а с британската колониалната експанзия създава географски карти за регионите по света.
През 1877 година Станфорд издава „Етническа карта на Европейска Турция и Гърция“, определяна в историографията като прогръцка. Представлява опит да се полемизира с картата на австрийския географ Хайнрих Киперт от предишната година. Източник при съставянето на картата на Станфорд са данните на Дружеството за разпространение на гръцка просвета в Атина. На нея територията от Егейско море до Стара планина, т.е. Тракия и Македония, както и големи части от Албания са представени предимно като гръцки, като се изхожда от тезата за „българогласни гърци“ и за доминирането на гърцизма в тези земи.
Едуард Станфорд публикува и картата на Георгиос Сотириадис „Елинизмът в Близкия изток“ (1918).
През 1884 година здравето му се влошава и е принуден да преустанови дейността си. Умира на 3 ноември 1904 година.
Компанията Станфордс Лтд. остава семейна до 1947 година, когато се влива в George Philip & Son. През 2001 година Stanfords отново става независима.